# Дамін Олександр Миколайович
Олекса́ндр Да́мін (нар. 28 серпня 1952, Комсомольськ-на-Амурі, Російська РФСР, СРСР) — радянський футболіст, захисник, півзахисник. Майстер спорту (1972).

## Біографія
Народився у Комсомольську-на-Амурі, куди його матір поїхала слідом за чоловіком, однак сімейне життя не склалося і у 1954 вона разом з Олександром повернулася до Києва. Як і більшість дітлахів влітку ганяв м'яча, а зимою катався на лижах. Саме з лиж і розпочалося серйозне знайомство Олександра зі спортом. Хлопця помітила Олена Крутилова, що працювала у товаристві «Динамо» та запросила до секції лижного спорту. Проте навесні футбол знову нагадав про себе, заманивши Даміна у свої тенета. Наставниками юного футболіста стали Віталій Голубєв та Олександр Леонідов. Трохи згодом, коли перед хлопцем постав вибір — лижі чи футбол, він не вагаючись вибрав шкіряний м'яч. У динамівській спортшколі займався в одній групі з Блохіним, Кондратовим та Зуєвим, разом з якими і потрапив до лав першої команди.
У основному складі Дамін дебютував 1 червня 1970 року у кубковому матчі проти «Зорі», однак здобути постійне місце на полі виявилося не так вже й легко — для цього знадобилося більше двох сезонів. Проте після вдалого в індивідуальному плані 1973 року Олександра чекало гірке розчарування — вже у другому матчі сезону 1974 проти «Шахтаря» він зазнав складної травми меніску й пропустив майже весь сезон.

Повернувшись на поле вже наступного року, Дамін так і не зміг відвоювати місце серед найкращих одинадцяти футболістів, задовольняючись лише епізодичними появами на полі. Проте він зробив свій вагомий внесок у здобуття киянами Суперкубка Європи. Наступний сезон теж мало що змінив у становищі захисника в команді, тож Лобановський відпустив Даміна влітку 1976, щоб той міг дістати належну ігрову практику.
Незважаючи на певні проблеми, що виникли після переходу в «Зеніт» та пропущені півроку, Олександр провів два чудові сезони у складі ленінградської команди, однак у 1979 керівництво клубу вирішило робити ставку на молодих вихованців клубу і Дамін перебрався до «Чорноморця», де в нього не склалися відносини з головним тренером, через що сезон 1980 Олександр розпочав вже в нікопольському «Колосі».
У Нікополі Даміну пощастило співпрацювати з двома чудовими тренерами — Ємцем та Жиздиком, які два сезони потому забрали досвідченого захисника з собою у «Дніпро».
Однак автомобільна аварія, що сталася 1982 року, поклала кінець кар'єрі Даміна у великому футболі, хоча, за його ж словами, він відбувся легким переляком.
Після завершення активних виступів доволі довго працював тренером команди СК «Станкозавод» (Київ), потім став тренером-селекціонером рідного «Динамо».

## Досягнення
Командні трофеї
- Чемпіон СРСР (1975)
- Брав участь у чемпіонському сезоні 1974, однак провів всього два матчі.
- Фіналіст кубка СРСР 1973
- Дворазовий срібний призер чемпіонату СРСР (1972,1973)
- Володар Суперкубка УЄФА (1975)

Індивідуальні досягнення
- Майстер спорту (1972)
- Володар призу журналу Зміна " для кращого новачка" - 1972
- До списку 33-х найкращих гравців чемпіонату СРСР потрапив один раз: № 3 (1975)

Державні нагороди
- Орден «За заслуги» ІІ[2] (2020) і ІІІ ст. (2015)[3]

## Сім'я
Одружився у 1975 році. Має доньку Світлану та сина Олександра. Син також став футболістом, виступав за київську «Оболонь», деякий час грав у Молдові, але врешті-решт знову повернувся до України.